# José María Chacón
José María Chacón y Sánchez de Soto (* 1. Januar 1749 in Sevilla; † 1. Januar 1833 in Portugal) war ein spanischer Konteradmiral. Von 1783 bis 1797 war er der 39. und letzte spanische Gouverneur von Trinidad.

## Leben
Chacón wurde 1749 als Sohn von Francisco Chacón y Rodríguez de Ribera und Luisa Sánchez de Soto y Castro geboren. Sein Vater war Kapitän und Marineminister, was José Marías weiteren Lebensweg bestimmte. 1769 wurde er Kadett der königlichen Marine, 1770 trat er der Marineakademie bei und machte sich 1780 einen Namen als Marinekapitän während der Belagerung von Fort Charlotte im Rahmen des Amerikanischen Unabhängigkeitskrieges. Er war Mitglied des Orden von Calatrava. Sein Bruder war der Generalleutnant der spanischen Armada, Salvador María Sánchez Chacón y de Soto. José María Chacón heiratete 1783 die Witwe Dorotea Lindsay. Die Ehe blieb kinderlos, 1786 zeugte Chacón aber mit der Sklavin Maria Teresa die anerkannte Tochter Maria Madelena.
Nach Chacón wurde die Blume Chaconia, wissenschaftlicher Name Warszewiczia coccinea, benannt, die die Nationalblume Trinidads ist. Außerdem wurde eine Straße in Port of Spain nach ihm benannt.

## Gouverneur Trinidads
Am 24. März 1783 wurde Chacón, im Range eines Konteradmirals stehend, als Nachfolger von Martín de Salaverría für zunächst fünf Jahre zum Gouverneur von Trinidad ernannt. Dort traf er am 30. August 1784 ein und trat ein schweres Erbe an. Die damals spanische Kolonie Trinidad war weitgehend sich selbst überlassen und partizipierte nicht an der aufsteigenden Wirtschaftsleistung der umliegenden Kolonien Venezuela, Cumana und Guayana. Die Exekutivgewalt lag größtenteils in den Händen eines Cabildo, dessen Macht Chacón unter anderem durch eine sofortige Umsiedlung des Amtsgebäudes aus der früheren Hauptstadt San José de Oruña (heute: St. Joseph) nach Puerto de España (heute: Port of Spain) zu beschränken suchte. In seine Amtszeit fiel die Umsetzung der Cedula de población, eines Edikts des spanischen Ministers José de Gálvez y Gallardo, das 1783 die verstärkte Ansiedlung französischer Bürger auf Trinidad gestattete und dadurch einen signifikanten Bevölkerungszuwachs und eine rasch ansteigende Wirtschaftsleistung der Insel ermöglichte. Chacón warb gezielt Siedler aus den französischen Besitzungen der Karibik an, weil diese mit Klima und Boden vertraut waren. Binnen drei Jahren gelang es ihm so, die Bevölkerungszahl der Insel von 6.500 auf 11.500 zu steigern. Die daraus resultierende Verknappung von Nutzvieh löste er durch Importe aus Venezuela.
| Bevölkerungsentwicklung Trinidads unter Chacón |
| --- |
| 20.00015.00010.0005.00006.50317847.44617859.022178611.533178711.716178813.053178913.247179012.009179114.012179214.744179315.519179415.279179517.7181797 |

1784 gründete Chacón die Stadt San Fernando im Südwesten der Insel, später auch San Juan östlich der Hauptstadt. In Port of Spain ließ er von 1784 bis 1787 das Flussbett des St. Ann River umleiten und das sumpfige Gebiet des alten Flussverlaufs trockenlegen, um so dem Platzbedarf der sich ausbreitenden Hauptstadt Rechnung zu tragen. Dieses Großprojekt finanzierte er zum Teil mit eigenen Mitteln. 1785 veranlasste er die Verlegung von Fort San Andrés an seinen jetzigen Standort sowie den Ausbau des Forts. Ebenfalls 1785 trat ein Problem zu Tage, das das Bevölkerungs- und Wirtschaftswachstum der Kolonie zum Erliegen bringen drohte: Neues Siedlungs- und Ackerland wurde knapp, da die alteingesessenen, spanischen Familien immense Gebiete auf Grund oraler Überlieferung für sich reklamierten. Per Dekret schlug Chacón unkultiviertes Land, auf das kein schriftlich dokumentierter Anspruch erhoben werden konnte, der spanischen Krone zu. Auf Chacón geht die verwaltungsrechtliche Unterteilung Trinidads in Distrikte zurück, die heute „wards“ heißen.
In den 1790er-Jahren wurde der Handel auf Trinidad von britischen Schiffen dominiert, so dass die geschäftige Insel automatisch in den Fokus der britischen Politik rückte. Zusätzlich begann Trinidad, in die Wirren der politischen Vorgänge in Europa zu geraten, womit sich Chacón auseinandersetzen musste. Ab 1789 nahm wegen der französischen Revolution der Zustrom französischer Siedler stark zu, zunächst Flüchtlinge, dann aber vermehrt Republikaner, da Frankreich ein Auge auf alle Gebiete warf, an denen die verhassten Engländer verstärktes Interesse zeigten. Chacón war mithin Gouverneur einer spanischen Insel, deren Außenhandel von den Engländern dominiert wurde und deren Bevölkerung mehrheitlich französisch war. Beispielhaft sei ein Konflikt vom Mai 1796 genannt, als britische Kriegsschiffe im nordöstlichen Golf von Paria französische Kaperschiffe versenkten und anschließend in Port of Spain einliefen, wo es wenige Tage später zu einer Auseinandersetzung mit französischen Republikanern kam, in deren Verlauf die Franzosen zum Zwecke der Bewaffnung das spanische Arsenal stürmten, ohne das Chacóns Truppen eine Möglichkeit zum Eingreifen hatten.
Da Spanien durch den zweiten Vertrag von San Ildefonso im Ersten Koalitionskrieg die Seiten gewechselt hatte, befand es sich ab August 1796 im Krieg mit England. Am 17. Februar 1797 griffen die Briten unter Admiral Henry Harvey und Generalleutnant Ralph Abercromby an. Da der spanische Konteradmiral Juan Ruiz de Apodaca angesichts der erdrückenden englischen Übermacht entgegen Chacóns Bitten die kleine spanische Flotte in Brand setzen ließ, konnte Harvey in der Nähe des heutigen St. James landen und Abercromby dann mit seiner Armee im Laufe des Tages Port of Spain fast kampflos einnehmen. Chacón hatte sich in ein Fort in den Hügeln von Laventille geflüchtet, unterzeichnete aber am 18. Februar angesichts der Verhältnisse die Kapitulationsurkunde.
Angesichts dieser Niederlage berief König Karl IV. von Spanien das Kriegsgericht ein, das dem König nach Prüfung der Lage aber einen Freispruch empfahl. Karl IV. setzte sich jedoch über diese Empfehlung hinweg, entließ Chacón und Apodoca und sprach über Chacón die Verbannung aus. Über sein weiteres Schicksal ist nur bekannt, dass er im portugiesischen Exil starb.